# Johannes Brassicanus
Johannes Brassicanus (eigentlich Kölli, Köl, Kohl oder Koehl; * nach 1475 in Konstanz; † 21. März 1514 in Wildbad) war ein deutscher Humanist, Gelehrter und Grammatiker.

## Familie
Johannes Brassicanus war wohl der Sohn des Hans Kölli (urk. 1480–1490, † vor 1500), der lt. den Konstanzer Steuerbüchern damals der einzige Namensträger Kölli in Konstanz war. Aus Brassicanus’ Ehe mit der Cannstatter Vogtstochter Dorothea Vogler stammten die Kinder:
- Dorothea Köhl (* um 1510), verheiratet um 1536 mit Albrecht Zorn, Kammerschneider und Gewölbeverwalter in Stuttgart; Ahnen Friedrich Schillers
- Johann Alexander Brassicanus (* 1493 in Cannstatt; † 1539 in Wien), Kaiserlicher Hofpfalzgraf, Professor der Zivilprozesse in Wien
- Johann Ludwig Brassicanus (* um 1509 in Tübingen; † 1549 in Wien), Jus-Professor in Wien, Berater von Königin Maria von Ungarn
- Margarete Brassicanus (* nach 1511)

## Leben
Brassicanus war Präzeptor in Tübingen, im Jahre 1500 wurde er lateinischer Schulmeister in Cannstatt, ab 1509 war er Leiter der Tübinger Lateinschule.
1508 publizierte er die „Institutiones Grammaticae“, eine systematische Darstellung der lateinischen Grammatik und ein wichtiges Werk seiner Zeit. Er beschrieb eine der wichtigsten humanistischen Büchersammlungen Europas, die Bibliotheca Corviniana (2000 Bände), die König Matthias Corvinus (1458–1490) hatte aufbauen lassen.